# Lycaena anamariae
Lycaena anamariae är en fjärilsart som beskrevs av Bustillo 1973. Lycaena anamariae ingår i släktet Lycaena och familjen juvelvingar. Inga underarter finns listade i Catalogue of Life.